# Taiji Furuta
Taiji Furuta (古田 泰士 Furuta Taiji?), född 4 augusti 1982 i Nara prefektur, är en japansk före detta fotbollsspelare.
Furuta började sin karriär 2005 i Tokushima Vortis. 2006 blev han utlånad till Banditonce Kobe. Han gick tillbaka till Tokushima Vortis 2007. Han spelade 26 ligamatcher för klubben. Han avslutade karriären 2008.